# Wyalusing (Pensilvania)
Wyalusing es un borough ubicado en el condado de Bradford en el estado estadounidense de Pensilvania. En el año 2000 tenía una población de 564 habitantes y una densidad poblacional de 272 personas por km².

## Geografía
Wyalusing se encuentra ubicado en las coordenadas 41°40′3″N 76°15′48″O / 41.66750, -76.26333.

## Demografía
Según la Oficina del Censo en 2007 los ingresos medios por hogar en la localidad eran de $30,625 y los ingresos medios por familia eran $41,429. Los hombres tenían unos ingresos medios de $33,393 frente a los $21,250 para las mujeres. La renta per cápita para la localidad era de $27,229. Alrededor del 12.3% de la población estaba por debajo del umbral de pobreza.